# Ursula Rickli
Ursula Rickli ist eine Schweizer Pädagogin. Sie ist Dozentin für Fachdidaktik Deutsch an der Pädagogischen Hochschule der Fachhochschule Nordwestschweiz.

## Leben
Ursula Rickli war von 1973 bis 2005 in den Kantonen Aargau und Solothurn als Primarlehrerin tätig. Sie war von 1989 bis 2005 Praxislehrerin und gibt seit 1996 Weiterbildungskurse für Lehrer. Seit 2002 ist sie Dozentin für Fachdidaktik Deutsch an der Pädagogischen Hochschule der Fachhochschule Nordwestschweiz, ab 2005 Atelierleiterin.
Rickli entwickelte für Primarschulkinder eine Methode zum Lesenlernen mit Sprechbewegungsbildern oder Lauttafeln, die den einzelnen Buchstaben entsprechen und in der Abfolge kurz vor diesen gelernt werden. Die Methode wurde in der Schweiz als «Lose, luege, läse» bekannt, nach einer Überarbeitung wurde sie als «Leseschlau» veröffentlicht. Ausser in der Schweiz wird das Lehrmittel auch in Deutschland, Österreich und im Südtirol eingesetzt. «Lose, luege, läse» erhielt im Jahr 1998 die Lehrmittel-Auszeichnung Worlddidac Award.
Rickli ist auch die Autorin des Fremdsprachen-Lehrmittels «salut, hello!», das im Jahr 2006 ebenfalls mit dem Worlddidac Award ausgezeichnet wurde.

## Werke
- Salut, hello! Spielerischer Einstieg in Fremdsprachen. 2 Bände und 12 CDs. Lehrmittelverlag Kanton Solothurn, Solothurn 2006, ISBN 978-3-905470-23-9 (Bd. 1), ISBN 978-3-905470-24-6 (Bd. 2).
- Werwölfe: eine Geschichte und Bilder zum Thema sexueller Missbrauch von Kindern. Editions Zürich, Zürich 2005, ISBN 3-908730-96-1.
- Wörterfuchs: Gebrauchswortschatz für kluge Köpfe. Lehrmittelverlag Kanton Solothurn, Solothurn 2004, ISBN 3-905470-19-5 (Schülerkartei), ISBN 3-905470-20-9 (Kommentar).
- Leseschlau: Lesen lernen mit Sprechbewegungsbildern. 16 Einheiten. Lehrmittelverlag Kanton Solothurn, Solothurn 2002–2010.
- Lose, luege, läse. 15 Einheiten. Lehrmittelverlag Kanton Solothurn, Solothurn, 1996–2007.
- Leben im Boden: Werkstatt, 2. Klasse. Verlag der Elementarlehrerinnen- und Elementarlehrerkonferenz des Kantons Zürich, Zürich 1995 (Unterrichtseinheit zur individuellen, selbsttätigen Erarbeitung eines Themas und zur Erwerbung und Vertiefung von Fertigkeiten.).
- Hexen: 2. Klasse. Verlag der Elementarlehrerinnen- und Elementarlehrerkonferenz des Kantons Zürich, Fehraltorf 1993 (Unterrichtseinheit für den individualisierenden Unterricht.).